# (11052) 1990 WM
(11052) 1990 WM là một tiểu hành tinh vành đai chính. Nó được phát hiện bởi Robert H. McNaught ở Đài thiên văn Siding Spring ở Coonabarabran, New South Wales, Australia, ngày 20 tháng 11 năm 1990.